# Ommatospila decoralis
Ommatospila decoralis là một loài bướm đêm trong họ Crambidae.